# Jan Puchalski
Jan Puchalski herbu Ślepowron (zm. przed 17 października 1646 roku) – wojski drohicki w 1629 roku.
Jako poseł ziemi drohickiej na sejm elekcyjny 1632 roku wszedł w skład komisji korektury prawa koronnego.